# گوهرمرغ
گوهرمرغ (نام علمی: Cotingidae) نام یک تیره از راسته گنجشک‌سانان است،که در آمریکای مرکزی و آمریکای جنوبی مناطق گرمسیری یافت می شود. گوهرمرغ‌ها پرندگان جنگلی یا کناره‌های جنگل هستند که اغلب از حشرات یا میوه‌ها تغذیه می‌کنند.

## گونه‌ها
- فهرست گونه‌های گوهرمرغ